# Vilayət Ağayev
Vilayət Ağayev (ur. 5 grudnia 1971) – azerski zapaśnik walczący w stylu klasycznym. Olimpijczyk z Atlanty 1996, gdzie zajął dziesiąte miejsce w wadze koguciej.
Zajął czwarte miejsce na mistrzostwach świata w 1997; szóste w 1994. Szósty na mistrzostwach Europy w 1996 i 1998. Szósty na igrzyskach wojskowych w 1995 i 1999 roku.

## Letnie Igrzyska Olimpijskie 1996
| Konkurencja | Eliminacje           | Repasaże                    | Repasaże                | Repasaże               | Klas. końcowa |
| Konkurencja | Przeciwnik I         | Przeciwnik I                | Przeciwnik II           | Przeciwnik III         | Miejsce       |
| ----------- | -------------------- | --------------------------- | ----------------------- | ---------------------- | ------------- |
| 57 kg       | Sheng Zetian (CHN) P | Stanisław Pawłowski (POL) Z | Aghasi Manukyan (ARM) Z | Luis Sarmiento (CUB) P | 10.           |